# Schizoproctus vestitus
Schizoproctus vestitus – gatunek morskiego widłonoga z rodziny Botryllophilidae. Opisał go w 1921 roku norweski hydrobiolog Georg Ossian Sars, nadając mu nazwę Pteropygus vestitus. Okazy typowe (wyłącznie samice) zostały pozyskane z jamy skrzelowej żachw Phallusia obliqua (obecna nazwa: Ascidia obliqua) złowionych w Risør na południowym wybrzeżu Norwegii.